# Cethosia hypsea
Cethosia hypsea är en fjärilsart som beskrevs av Doubleday 1847. Cethosia hypsea ingår i släktet Cethosia och familjen praktfjärilar. Inga underarter finns listade i Catalogue of Life.

## Bildgalleri

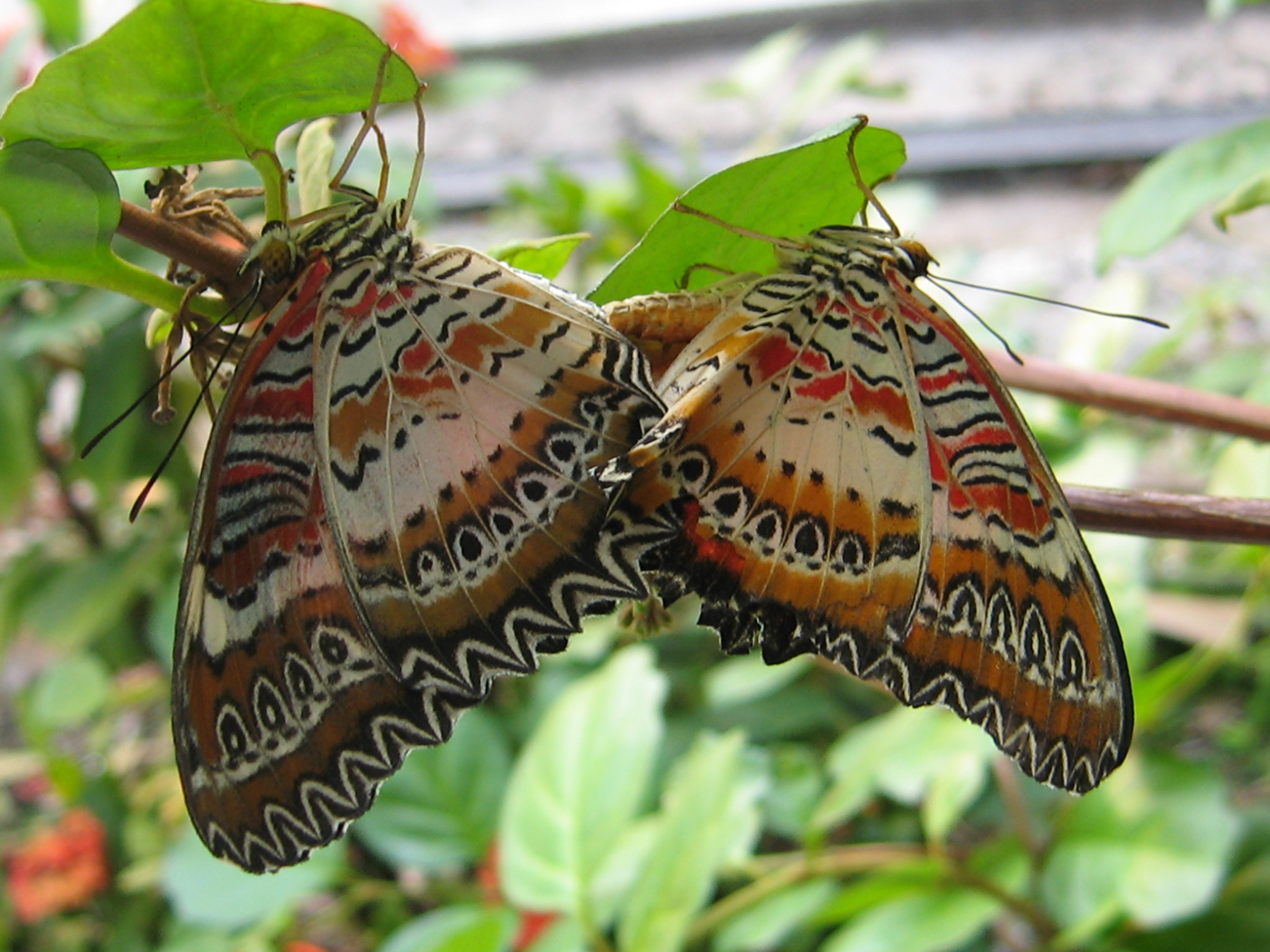
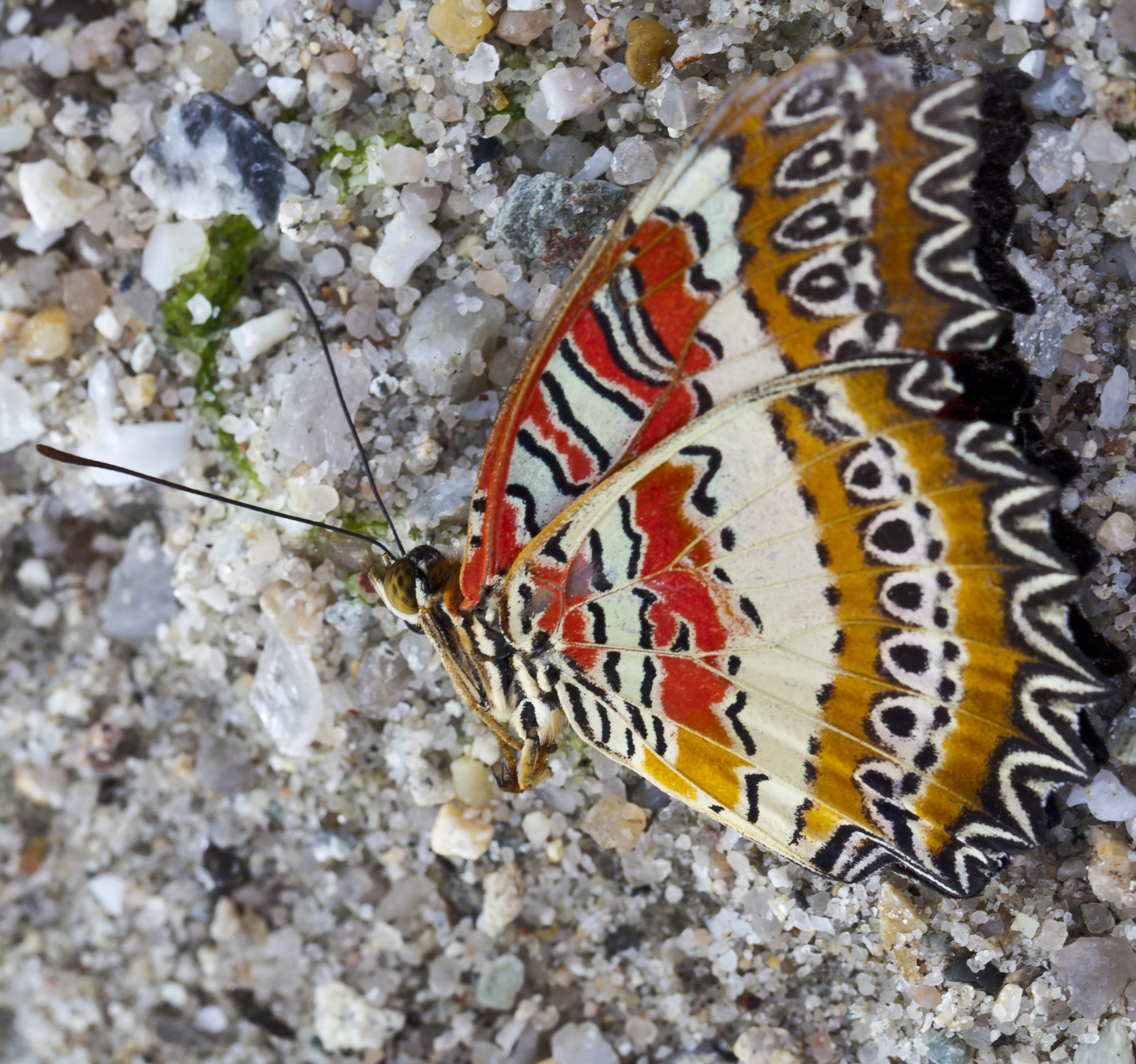
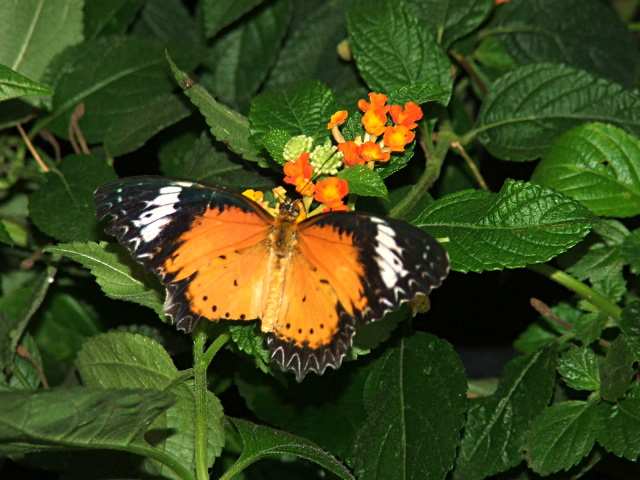